# Andrew Burnap

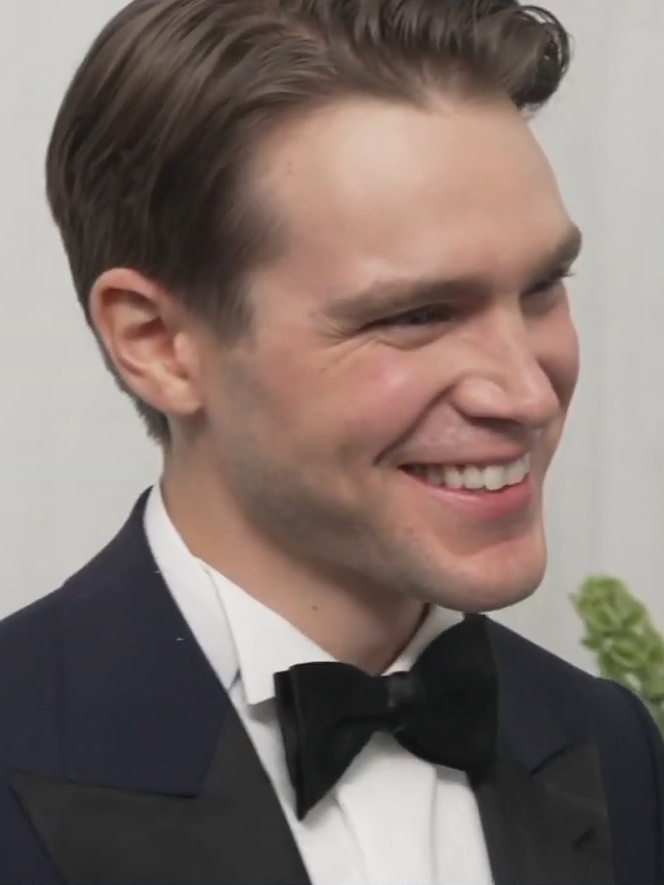
Andrew Burnap (2021)

Andrew Burnap (* 5. März 1991 in South Kingstown, Rhode Island) ist ein US-amerikanischer Schauspieler.

## Leben
Andrew Burnap schloss 2013 ein Studium an der University of Rhode Island ab. Danach arbeitete er zunächst vor allem als Theaterschauspieler auf New Yorker Bühnen. Er spielte mehrfach am Public Theater, darunter 2014 in König Lear und 2016 in Troilus und Cressida. Ebenfalls 2016 debütierte er als Filmschauspieler durch einen Auftritt in dem Kurzfilm The Layoff.
Größere Bekanntheit erlangte Burnap ab 2018 durch seine Verkörperung des Toby Darling in dem von Matthew López geschriebenen Theaterstück The Inheritance über einen schwulen Freundeskreis in den 1980er-Jahren. Er spielte die Figur des Toby zunächst in der Produktion am Londoner West End und später ab 2019 auch am Broadway. The Inheritance wurde mit vielen der großen Theaterpreise ausgezeichnet und Burnap selbst wurde 2021 mit dem Tony Award in der Kategorie Bester Hauptdarsteller geehrt.
2022 hatte Burnap seine ersten größeren Fernsehrollen: zum einen in sechs Folgen der Apple-Fernsehserie WeCrashed neben Anne Hathaway und Jared Leto, zum anderen als Joseph Smith in der historischen Miniserie Mord im Auftrag Gottes mit Andrew Garfield und Daisy Edgar-Jones. 2023 kehrte er in der Rolle des Artus in dem Musical Camelot an den Broadway zurück und erhielt eine Nominierung für den Drama Desk Award. Im Frühjahr 2025 erschien der Disney-Film Schneewittchen in den Kinos, in dem er neben Gal Gadot und Rachel Zegler die männliche Hauptrolle übernahm. Burnaps Figur namens Jonathan entspricht der Figur des Prinzen aus dem Märchen, ist aber deutlich anders gestaltet.

## Filmografie (Auswahl)
- 2016: The Layoff (Kurzfilm)
- 2018: Instinct (INSTIИCT, Fernsehserie, Folge 1x12)
- 2018: The Chaperone
- 2018: Spare Room
- 2019: The Code (Fernsehserie, Folge 1x09)
- 2021: Younger (Fernsehserie, Folge 7x07)
- 2021: The Good Fight (Fernsehserie, Folge 5x08)
- 2022: WeCrashed (Miniserie, 6 Folgen)
- 2022: Mord im Auftrag Gottes (Under the Banner of Heaven, Miniserie, 5 Folgen)
- 2023: Der Morgen davor und das Leben danach (Dear Edward, Fernsehserie, Folge 1x10)
- 2024: The Front Room
- 2024: FBI: Most Wanted (Fernsehserie, Folge 6x01)
- 2025: Schneewittchen (Snow White)